# Privak
Privak staat voor Private Equity bevak (waarin bevak staat voor beleggingsvennootschap met vast kapitaal naar Belgisch recht).
De Privak, opgericht bij Koninklijk Besluit van 18 april 1997, is een beleggingsinstrument dat particuliere beleggers een passend kader wil bieden om in niet-genoteerde vennootschappen en groeibedrijven (private equity) te beleggen. 
De Privak is een gesloten fonds, staat onder het toezicht van de Belgische Autoriteit voor Financiële Diensten en Markten (FSMA) en is onderworpen aan specifieke investeringsregels en verplichtingen op het vlak van de dividenduitkering.
Het is een Belgische collectieve beleggingsinstelling gericht op beleggingen in niet-beursgenoteerde vennootschappen (meestal kleine of middelgrote ondernemingen - KMO's) en in groeivennootschappen. 
Privaks worden genoteerd op de beurs. Ze bieden investeerders een eenvoudige manier om in risicokapitaal te beleggen zonder zelf een vennootschap te moeten oprichten. Bedoeling is zo de "passieve" investeerder aan te trekken en de Belgische economie (in de eerste plaats de KMO's) een extra financiële stimulans te geven.
Een "private privak" is een privak waarin enkel particuliere beleggers participeren. Deze kunnen sedert mei 2003 opgericht worden.
In 1998 werd de eerste Belgische privak opgericht (genoteerd op Euronext, namelijk  Quest for Growth, vooral investerend in technologiebedrijven. In 2001 volgde Biotech (KBC Private Equity Fund Biotech), gericht op investeringen in biotechnologiebedrijven.

## Investeringsregels
- Minstens 50% van de portefeuille moet in aandelen geïnvesteerd zijn.
- Minstens 70% van de portefeuille (gekwalificeerde deelnemingen) moet geïnvesteerd zijn in:
  - niet-beursgenoteerde ondernemingen
  - ondernemingen die op een groeimarkt noteren of
  - durfkapitaalfondsen met een gelijkaardig investeringsbeleid als de privak.
- De investeringen in ondernemingen die op groeimarkten noteren, mogen echter niet meer bedragen dan 50% van de gekwalificeerde deelnemingen.
- De privak mag niet meer dan 20% van zijn portefeuille of meer dan € 6,2 miljoen gedurende één jaar in één onderneming beleggen.

## Belastingvoordelen
De privak geniet van aanzienlijke belastingvoordelen. Deze voordelen gelden alleen als de investeringsregels worden nageleefd en: 
- alle ondernemingen in de portefeuille aan een normaal belastingregime onderworpen zijn
- minstens 80% van de gerealiseerde winsten van het boekjaar als dividend uitgekeerd worden

Dividenden: Het deel van het dividend dat uit gerealiseerde meerwaarden komt, is vrijgesteld van roerende voorheffing. De rest van het dividend is aan een roerende voorheffing van 15% onderworpen. 
Particulieren: De roerende voorheffing is bevrijdend.
Vennootschappen: 95% van het brutodividend uit meerwaarden kan van de belastbare winst worden afgetrokken (Definitief Belaste Inkomsten); de roerende voorheffing kan met de vennootschapsbelastingen worden verrekend.
Meerwaarden: Particulieren zijn vrijgesteld van belastingen.